# Sea Cloud II
Die Sea Cloud II ist eine als Kreuzfahrtschiff gebaute Bark der Hamburger Sea Cloud Cruises GmbH. Das Schiff der Luxusklasse fährt unter maltesischer Flagge. Die römische Zwei deutet auf das zweite Schiff des Unternehmens hin. Sie ist weder Schwesterschiff noch Nachfolgerin der Sea Cloud.

## Geschichte
Angeregt durch den Erfolg des ersten Schiffes des Unternehmens, der Sea Cloud, aber auch aus betriebswirtschaftlichen Gründen, entschloss sich die Reederei, ein weiteres Segelschiff in Betrieb zu nehmen.
Die Sea Cloud II ist gegenüber der Sea Cloud eine Neukonstruktion. Der Auftrag wurde an die asturische Werft Astilleros Gondan S.A. vergeben. Dort fand am 24. Juni 1998 die Kiellegung statt.
Das Rigg wurde von der Firma Detlev Löll & Partner in Wolgast geplant und hergestellt. Die 23 Segel wurden in Polen gefertigt.
Der Stapellauf erfolgte am 18. März 1999. Jedoch kam es durch die hohen Anforderungen beim Innenausbau zu Lieferschwierigkeiten und personellen Problemen. Das führte zu einer rund einjährigen Verzögerung. Das Schiff wurde dann, noch nicht ganz fertiggestellt, am 29. Dezember 2000 an Sea Cloud Cruises übergeben. Am 22. Januar 2001 waren dann die letzten Arbeiten beendet. Getauft wurde die Sea Cloud II am 6. Februar 2001 in Las Palmas/Kanaren. Taufpatin war Sabine Christiansen.

## Beschreibung

### Rumpf
Die Sea Cloud II hat eine Länge (über alles) von knapp 106 Metern, die größte Breite beträgt 16 Meter und der Tiefgang wird mit 5,70 Meter angegeben. Der Rumpf ist aus Stahl gebaut und mit 3.849 BRZ vermessen. Er ist in acht Schotten unterteilt. Drei Decks sind durchgängig. Weiterhin sind drei Anker mit einem Gewicht von 2.280 kg vorhanden.

### Segel
Bei der Sea Cloud II handelt es sich um einen Rahsegler mit Vormast, Großmast und Besanmast. Der Großmast hat eine Höhe von 57 Metern über Deck. Die 23 Segel haben eine Fläche von rund 2.700 Quadratmetern. Es wird traditionell von Hand gesegelt, wie es auch z. B. auf den Segelschulschiffen üblich ist.

### Maschinen
Die Hauptmaschine besteht aus zwei Diesel-Viertaktmotoren von Krupp-Mak Maschinenbau GmbH mit je 1.240 kW Leistung bei 900 Umdrehungen/Minute. Über Getriebe wird der Verstellpropeller angetrieben. Damit erreicht die Sea Cloud II eine Höchstgeschwindigkeit von etwa 12 Knoten. Weiterhin ist noch ein Bugstrahlruder vorhanden.
Drei Hauptgeneratoren mit insgesamt 1.653 kVA und ein Notstromgenerator mit 187 kVA erzeugen die Bordspannung von 380/220 V Wechselspannung mit 50 Hz.

### Decks
Das Schiff verfügt über fünf Decks. Das Brückendeck wird hinter den Aufbauten als Sonnendeck genutzt. Darunter ist das Hauptdeck, hier „Lido Deck“ genannt. Dort befinden sich Bar, Lounge, die Owner Suiten und die Bibliothek.
An Bord der Sea Cloud II gibt es keinen Pool. Stattdessen existiert eine ausklappbare Plattform, mit deren Hilfe Wassersport im Meer ermöglicht wird.
Auf dem Promenadendeck, dem ersten Unterdeck, sind Rezeption, Restaurant, Boutique und die Juniorsuiten untergebracht. Vor den Fenstern der Suiten führt ein Außengang vorbei, es sind keine Balkons vorhanden. Äußerlich ist es durch die langen „Ausschnitte“ im Schiffsrumpf erkennbar. Das Kabinendeck ist das zweite Unterdeck. Wie der Name sagt, befinden sich dort die Kabinen, aber auch ein Fitnessraum, die Sauna und ein Raum für die medizinische Versorgung. Auf dem untersten Deck sind Kabinen für das Schiffspersonal, Küche und andere Serviceeinrichtungen angeordnet. Ein Lastenaufzug verbindet die Decks.

### Kabinen und Suiten
In den Kabinen und Suiten können maximal 96 Passagiere untergebracht werden. Die Räume der Sea Cloud II sind alle klimatisiert. In den Kabinen und Suiten ist die Temperatur regelbar.
Es gibt 29 Außenkabinen mit Bullaugen. Nach Preiskategorie sind die Raumgrößen von 12 bis 20 Quadratmetern gestaffelt. Sie sind immer ausgestattet mit zwei Betten, u. a. Fernsehgerät, Safe, Dusche, WC und Marmorwaschtischen mit vergoldeten Armaturen. In den drei Kabinen der niedrigsten Kategorie sind Etagenbetten zu finden.
Die 16 „Junior Suiten“ haben eine Fläche von 23 Quadratmetern und sind mit großen Fenstern versehen. Zudem gibt es eine luxuriösere Möblierung und Raumdekoration. Die Bäder sind geringfügig größer als in den Kabinen und haben eine Badewanne.
Die beiden sog. „Owner Suiten“ unterscheiden sich von den Juniorsuiten durch die Raumgröße von 27 Quadratmetern, die umfangreichere Möblierung (u. a. Himmelbett) und einem wesentlich größeren Badezimmer mit Badewanne und getrennter Dusche.

### Fahrtgebiete
Die Sea Cloud II wird überwiegend im Mittelmeer und in der Karibik eingesetzt. Dabei werden die Atlantiküberquerungen ebenfalls als Reisen vermarktet.

### Bewertung
Für Komfort, Service und Küche wurden der Sea Cloud II im Schiffsbewertungsführer Berlitz Guide To Cruising & Cruise Ships fünf Sterne verliehen.